# 今泉マヤ
今泉 マヤ（いまいずみ マヤ、1992年〈平成4年〉1月26日 - ）は、日本の女優である。福岡県福岡市出身。

## 経歴
2006年に福岡県福岡市でスカウトされ、福岡の芸能プロダクション、アソウスタイルオフイスに所属。2013年の西南学院大学3年時にテレビ西日本の報道番組「福岡NEWSファイル CUBE」でお天気キャスターとリポーターとして活動する。
2015年4月、株式会社マリアクレイスの設立とともに本格的に女優として活動するため上京する。
2016年にNHK大河ドラマ「真田丸」で女優デビューし、その後もCMを中心にキャスター・ドラマへと活動する。

## 出演

### テレビドラマ
- 大河ドラマ（NHK）
  - 真田丸（2016年）
  - 青天を衝け 最終話（2021年12月26日） - 渋沢登喜子 役
- 連続テレビ小説（NHK）
  - とと姉ちゃん（2016年）
  - ひよっこ（2017年）
- ユニコーンに乗って 第1話（2022年7月5日、TBS）- 就活生 役[2]
- 私がヒモを飼うなんて（2023年3月29日 - 5月17日、TBS）- 鈴木マヤ 役

### テレビ番組
- 福岡NEWSファイル CUBE（テレビ西日本、2013年 - 2014年）
- どーも、NHK（2019年 - 2022年3月）

### 映画
- ありきたりな言葉じゃなくて（2024年12月20日） - 上原瑠菜 役[3]

### CM
- ハウステンボス（2013年）
- ほっともっと「のり弁当ディスカウント」（2014年）
- マクドナルド「リオオリンピック必勝バーガー」（2016年）
- SUBARU アイサイト　New SUBARU SAFETY「街行く人々」篇（2017年）
- ダノンジャパン OIKOS（オイコス）　コバラちゃん登場ストロベリー篇 （2017年）
- サンスター オーラツー「オーラルコスメつかってみた」篇（2017年）
- ロゼット洗顔パスタ（2020年）
- 日清オイリオ（2021年）
- 井村屋 やわもちアイス（2021年）
- 牛角 （2021年）
- ジョブメドレー （2021年）
- 株式会社FIXER 「意欲篇」（2021年）
- トレッタキャッツ（2022年）
- 王子製紙 elis（2022年）
- ポッカサッポロ SOYBIO豆乳ヨーグルト（2023年）
- 雪印メグミルク 100周年ブランドムービー「やさしさがのみものだったら」（2025年4月 - ）[4]

### WEB
- 大塚製薬 イオンウォーター異音～ION～（2016年）
- アサヒグループ食品 一本満足バー（2016年）
- ウェインズグループ（2021年）

### ショートムービー
- 南島原観光ショートムービー
  - 夢（2018年）　主演：久間結衣役
  - 記憶の灯（2019年）　主演：黒島綾乃役

### MV
- Goose house「笑顔の花」（2018年）

### スチール
- ゼクシィ（2010年）
- 天神地下街（2013年）
- NTTdocomo（2014年）
- イオンモール（2014年）
- COMMERCIAL PHOTO 1月号表紙（2017年）